# Lukavec (zámek, okres Pelhřimov)
Zámek Lukavec stojí na okraji městyse Lukavec v okrese Pelhřimov. Součástí zámeckého parku je i altán zv. Hříbek, v němž je umístěn Památník Antonína Sovy. Od roku 1963 je zámek chráněn jako kulturní památka.

## Historie
První písemná zmínka o Lukavci pochází z roku 1360, kdy je zmiňován Dluhomil z Lukavce. Na přelomu 14. a 15. století je pak uváděn Zdeněk z Lukavce, předek Lukaveckých z Lukavce. Zda již v té době stála v městysu tvrz, není známo; s určitostí ji můžeme doložit k roku 1543, kdy došlo k dělení majetku mezi Adama a Štilfrýda Lukavecké. Ti ji ze začátku drželi společně, ovšem v roce 1544 je jako jediný majitel uváděn Štilfrýd. Po jeho smrti v roce 1578 zdědila Lukavec jeho manželka Dorota ze Solopysk a od ní jej roku 1582 zakoupil Adam Lukavecký. Ovšem už o rok později postoupil statek svému strýci Štilfrýdovi Lukaveckému. V roce 1609 přešel na Mikuláše mladšího Lukaveckého, který pro účast na stavovském povstání v roce 1623 o třetinu majetku přišel. Tu převzala královská komora, včetně celého panství Lukavec, které ještě téhož roku zakoupil Wolf Jiří z Pöttingu. Po jeho smrti v roce 1650 docházelo k rychlému střídání majitelů, až v roce 1707 zakoupil zadlužený Lukavec v dražbě od Devaldů Josef Stockhammer.
V držení Stockhammerů zůstal do roku 1769. Právě za jejich vlastnictví byla tvrz přestavěn na barokní zámek. Zároveň také rozšiřovali lukavecké panství – v polovině 18. století do něj spadalo kromě vlastního Lukavce další osm vsí. V roce 1769 jej zakoupil Štěpán Briffaut ze Slavětína, přičemž v majetku Briffautů zůstal do roku 1831. Ti nechali na konci 18. století postavit v zámeckém parku klasicistní pavilon zv. Hříbek. Roku 1831 zámek odkoupil Jan Thun-Hohenstein a ten jej roku 1841 postoupil Jiřímu Vilému Löwensteinovi. Od roku 1866 zde pobýval Antonín Sova, jehož otec pracoval jako úředník na lukaveckém velkostatku. Löwensteinové zámek drželi do roku 1899 a využívali jej jako kanceláře a byty úředníků. Následně docházelo k častému střídání majitelů, až jej v roce 1914 zakoupil Alois Brey, který v letech 1915–1917 nechal zámek přestavět v duchu secese podle plánů Ladislava Skřivánka. V roce 1948, kdy patřil Jiřímu Prylovi, byl zkonfiskován a využíval se pro školské potřeby. V letech 1960–1962 se úprav dočkaly interiéry, jejichž součástí bylo i zřízení obřadní síně v západním křídle podle návrhů Činčery. V letech 1972–1975 proběhla generální rekonstrukce zámku. Dnes je chátrající zámek prázdný a hledá se pro něj nové využití.

## Galerie

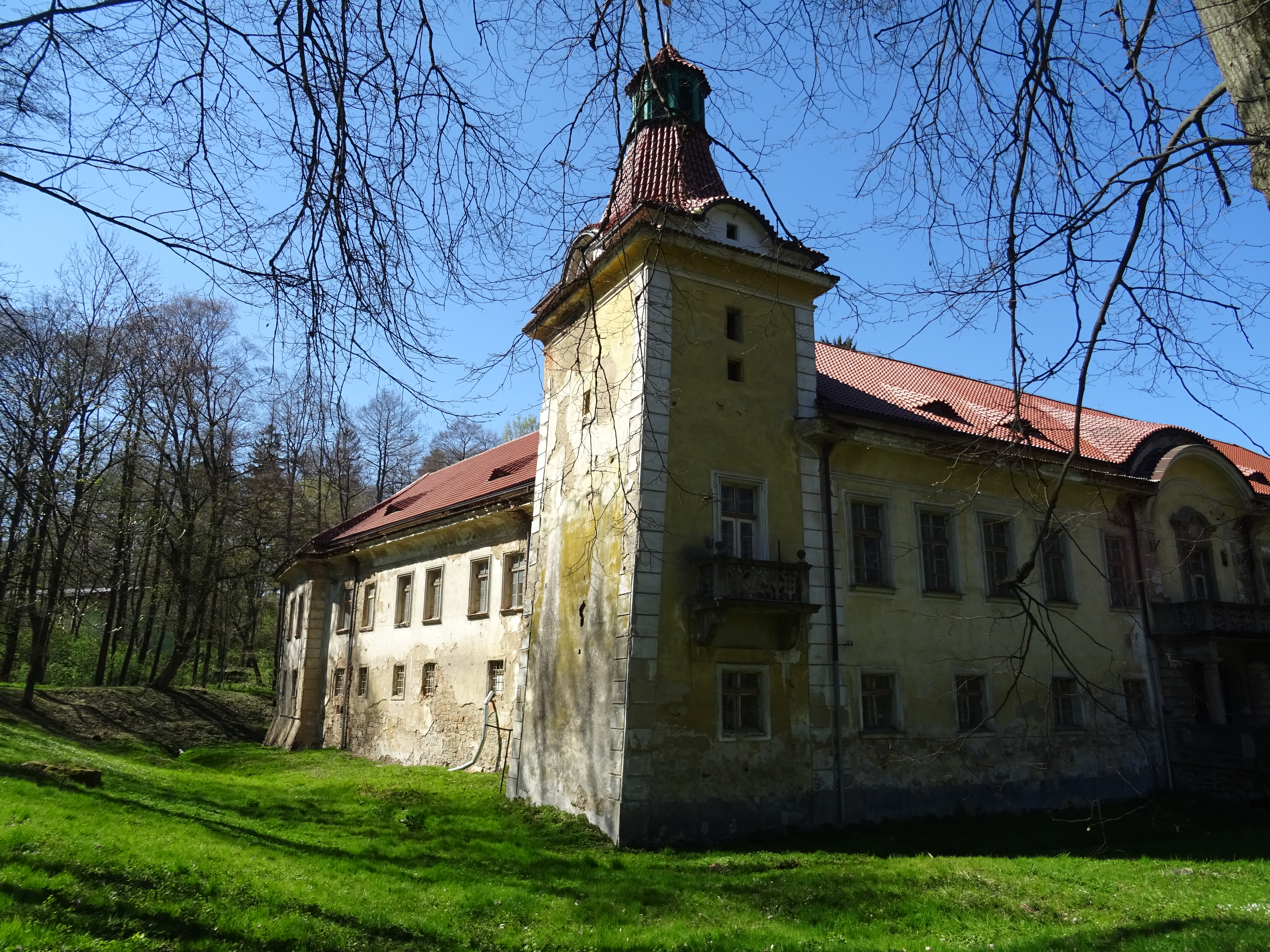
Nároží zámku
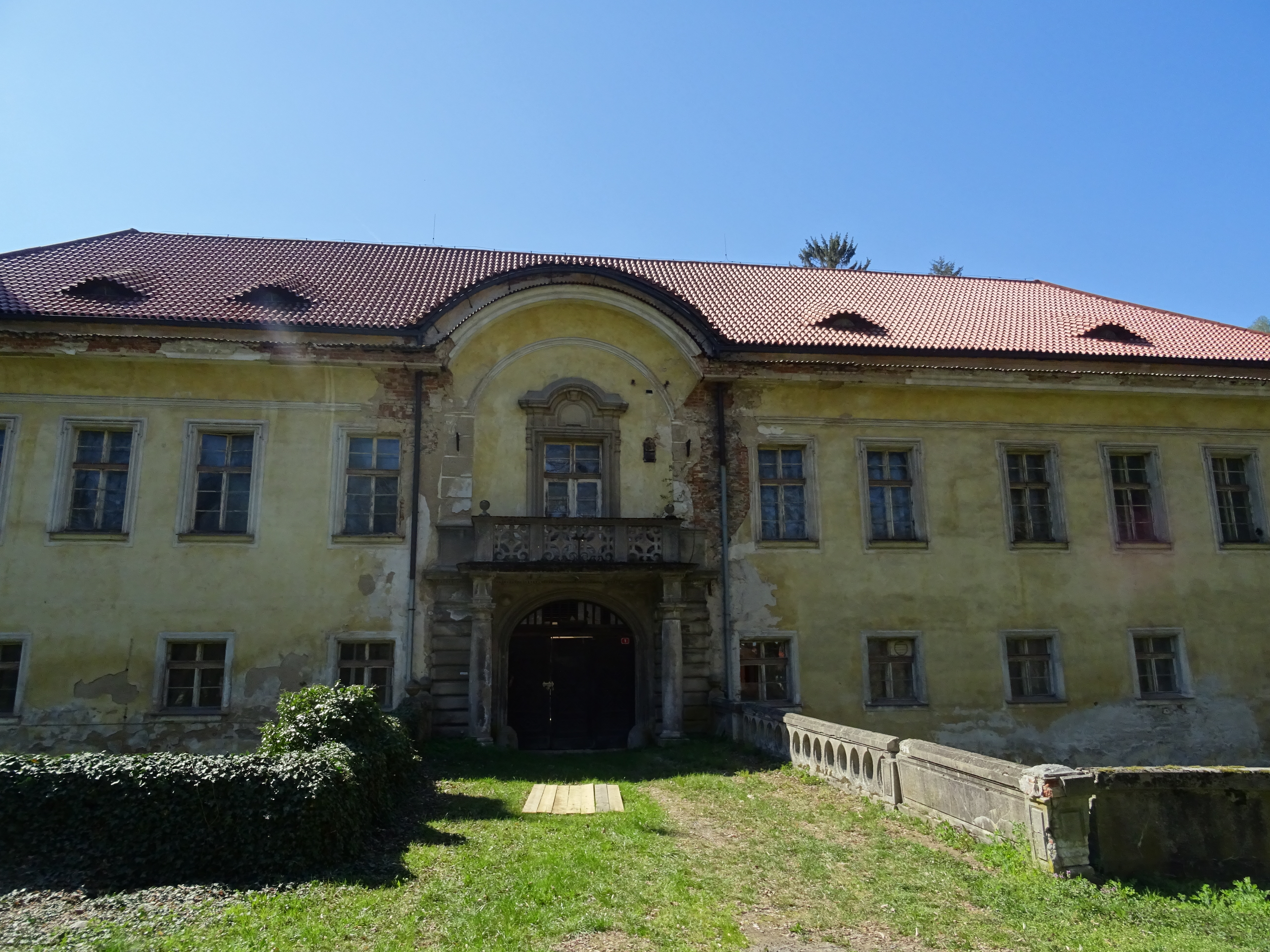
Hlavní vstup
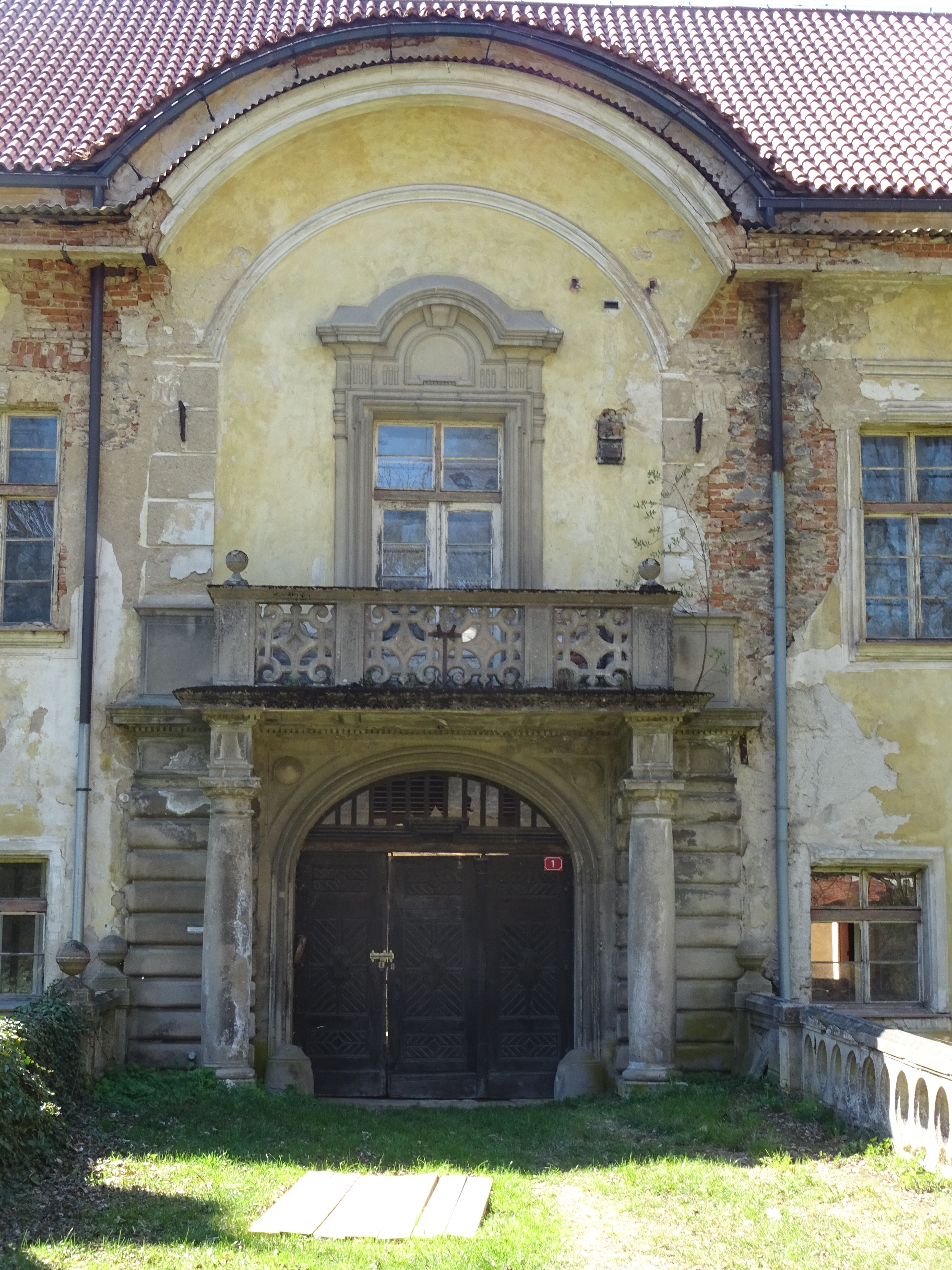
Detail vstupního portálu